# Olivier Cortale
Olivier Cortale, né le 16 mars 1997 à Clamart en France, est un joueur français de basket-ball. Il évolue au poste d'ailier fort.

## Biographie
Auteur d'une bonne saison en championnat Espoirs en 2016-2017, Olivier Cortale intègre le groupe professionnel de la SIG Strasbourg en 2017.
Il disparait de la rotation au fur et à mesure que le secteur intérieur alsacien s'est étoffé (arrivées de Damien Inglis et Florent Piétrus, alors que Labeyrie, Atkins et Leloup pouvaient déjà jouer au poste d'ailier fort).
L'ancien pensionnaire du Centre fédéral est libéré de sa deuxième année de contrat en fin de saison 2017-2018 et rejoint alors le voisin Gries qui vient de monter en Pro B,.
Après une saison de première division avec la Chorale de Roanne où il n'obtient pas le temps de jeu espéré (16 minutes en moyenne par match), il est libéré par le club au mois de juin 2020 alors qu'il lui reste une année de contrat afin qu'il puisse gagner en responsabilités dans une autre équipe. Il s'engage alors avec Saint-Chamond pour la saison 2020-2021 de Pro B.
En juin 2021, Cortale s'engage pour une saison avec le Boulazac Basket Dordogne qui évolue en deuxième division.
En juin 2023, il signe avec l'Élan Chalon qui évolue en première division du championnat français.